# Euseius ricinus
Euseius ricinus är en spindeldjursart som beskrevs av Moraes, Denmark och Guerrero 1982. Euseius ricinus ingår i släktet Euseius och familjen Phytoseiidae. Inga underarter finns listade i Catalogue of Life.